# Quely
Quely és una empresa mallorquina que es dedica a l'elaboració de galetes d'oli artesanals conegudes com a quelis o quelys.

## Història
Les primeres notícies de les Quelys se situen entorn de 1853 en el forn de Can Guixe de la família Doménech. La seva elaboració està vinculada a la petició de les companyies navilieres d'abastir-se d'un producte, de similars característiques al pa, nutritiu i durador, que servirà per a les llargues travesies oceàniques. Així doncs, des de mitjan segle xix, la família Doménech, fabrica aquestes galetes que abans se coneixien com Galetes de vaixell, per la seva similitud amb alguns productes de fabricació britànica, Galetes d'Inca, en referència al seu origen, o també Galetes d'oli per un dels seus ingredients. El seu nom prové de l'admiració que els fundadors sentien per l'actriu Grace Kelly, raó per la qual els va inspirar el nom dels seus productes.
L'any 1934 Jaume Doménech Borrás va adquirir un petit solar enfront de l'estació de ferrocarril d'Inca, i l'any següent va construir el que seria el primer edifici de la fàbrica; també encarregà la maquinària, que no va arribar a ser lliurada a causa de l'esclat de la Guerra Civil el 1936. No obstant això, el fabricant de les màquines va respectar el preu de la comanda original i va realitzar el subministrament ja l'any 1940. En aquell moment es tractava d'una de les maquinàries més modernes d'Europa, ja que introduïa la producció en línia continuada per a produir la galeta Maria. El forn es va construir de maçoneria durant els anys quaranta, enmig de les dificultats derivades de la Segona Guerra Mundial. Jaume Doménech va morir l'any 1947 sense veure acabada la seva obra i foren els seus fills, Jaume i Gabriel, els qui la van continuar.
És el 1970 quan el negoci familiar es constitueix com Societat Anònima al crear-se Quely, S.A. L'agost de 1993, les instal·lacions de Quely resultaren dràsticament destruïdes per un violent incendi; això no obstant, l'ajuda de la família Doménech va fer que tres mesos després la fàbrica, totalment reconstruïda, tornà a la fabricació de les Quelys.
Al llarg dels anys, la notorietat de les Quelitas ha anat creixent i actualment disposa d'una àmplia gamma de productes, que són distribuïts en el mercat nacional i internacional. Avui dia, 150 anys després d'aquelles elaboracions artesanals, continua sent una empresa de capital cent per cent mallorquí.

## Ingredients
La galeta Quely tradicional conté blat, oli de gira-sol alt oleic, llevat, oli d'oliva, sal marina.
Contínuament s'està treballant perquè els productes Quely tinguin la màxima qualitat, i a més el departament d'I+D cerca els millors ingredients per a aconseguir productes cada vegada més saludables

## Varietats
Tenen una gran varietat de referències, comercialitzant-se galetes integrals, amb sèsam, de xocolata negra o blanc i ara set nous sabors: amb pipes, amb olives, amb curri madràs, picants, amb formatge, mediterrànies, amb polifenoles.
Quely compta amb diverses marques que engloben les seves diferents gammes de productes: